# 13146 Yuriko
13146 Yuriko (1995 DR2) là một tiểu hành tinh vành đai chính được phát hiện ngày 20 tháng 2 năm 1995 bởi T. Okuni ở Nanyo.